# Бирранга
Го́ри Бирра́нга — гори в центральній частині Таймирського півострова.
Простягаються смугою бл. 750 км (шир. 150 км) на Сх. від басейну річки Пясіни майже до узбережжя моря Лаптєвих.
Найбільша висота 1146 м. На Сх. Бирранга гір є льодовики, площа зледеніння близько 50 км². Схили вкриті лишайниками.